# Seznam iranskih astronomov
Seznam iranskih astronomov.

## A
- Azophi

## B
- Bani Musa, Hasan
- Bani Musa, Ahmad
- Bani Musa, Mohammad
- Biruni

## F
- Farghani

## H
- Omar Hajam

## J
- Gorgani, Abu Saeed

## K
- Khayyám, Omar
- Khujandi
- Khwarizmi

## M
- Marvazi

## N
- Ahmad Nahavandi

## S
- Saghani Ostorlabi
- Shirazi, Qutbeddin

## U
- Ulug Beg (1394 – 1449)
- Urdi, Mo'ayyeduddin

## V
- Abul Vefa (940 – 998)